# Accidente del teleférico de Stresa-Mottarone
El accidente del teleférico de Stresa-Mottarone ocurrió el 23 de mayo de 2021. Durante un viaje programado, un teleférico se cayó después de que su línea de cable se rompió a 300 metros de la cima de la montaña Mottarone, que se encuentra cerca del lago Mayor en el norte de Italia. Como resultado, 14 personas murieron y un niño de 5 años resultó gravemente herido. El teleférico viajaba en una línea que conectaba la ciudad de Stresa con la cima de la montaña Mottarone cuando se hundió en un área boscosa, según el Cuerpo Nacional de Rescate Espeleológico Alpino, que lidera la operación de rescate. Fue el peor accidente de su tipo en Italia desde el accidente del teleférico de Cavalese de 1998.

## Contexto
El teleférico Stresa-Alpino-Mottarone está ubicado en el municipio de Stresa, en la provincia de Verbano-Cusio-Ossola en la región de Piamonte. Conecta el lago Mayor con la cumbre de Mottarone. Fue construido en 1970 sobre la ruta que del antiguo ferrocarril de Mottarone y se divide en dos secciones: la primera conecta el lago con la aldea de Alpino, mientras que la segunda conecta este poblado con la cima de la montaña.
Ha sido objeto de dos reformas extraordinarias relacionadas con el mantenimiento: una en 2002 a cargo de la empresa Poma y otra, realizada por la sociedad Leitner, que se llevó a cabo en 2014. Un precedente del accidente ocurrió durante el viaje inicial en julio de 2001, cuando una cabina con 40 pasajeros se bloqueó y las fuerzas de rescate tuvieron que intervenir.

## Accidente
El teleférico Stresa-Mottarone consiste en una línea de cable en la que las cabinas se suspenden de cables fijos y son arrastradas por un cable de tracción independiente al que están conectadas permanentemente, y se desplazan hacia atrás y hacia adelante en lugar de correr en un bucle continuo. En el caso de la línea Stresa-Mottarone, hay dos tramos separados, cada uno con dos cabinas, y los pasajeros cambian de cabina en el punto medio entre los dos tramos.
El accidente ocurrió cuando una cabina ascendía por la sección superior de la línea desde la estación intermedia de Alpino hacia la cima de Mottarone. Cuando una línea de cable se rompió, la cabina resbaló cable abajo hasta chocar contra un pilón y luego cayó unos 54 metros antes de rodar por las empinadas laderas de la montaña, deteniéndose tras impactar con los árboles. Unos excursionistas dijeron haber escuchado un fuerte silbido poco antes del accidente, que se cree que fue causado por al menos una de las líneas de cable que se rompieron. Algunos de los fallecidos salieron despedidos de la cabina al rodar. Las imágenes de las cadena televisión suiza SRF 1 muestran el cable de tracción más delgado roto, colgando del pilón.
Los medios informaron que el teleférico no había sido operado por algún tiempo hasta el sábado 22 de abril, debido a las medidas por el Covid-19. El presidente de la asociación de teleféricos suizos, Berno Stoffel, dijo en SRF 1 que los teleféricos de Italia debían cumplir las mismas normas de seguridad que en Suiza, debido a la prevalencia de los teleféricos en Suiza y a la experiencia de ese país tanto en la construcción como en mantenimiento de dichos aparatos.
El teleférico, construido en 1970, fue diseñado para transportar 47 personas, pero la capacidad de la cabina se había reducido debido a pandemia de Covid-19.

## Muertes
Trece personas murieron en el lugar del accidente, mientras que dos niños resultaron gravemente heridos y trasladados en avión a un hospital pediátrico en Turín. Posteriormente, uno de los niños falleció por un paro cardiorrespiratorio, elevando el número de muertos a 14. Las víctimas fueron identificadas como ocho italianos, de los cuales tres eran del Vedano Olona, dos de Varese, dos de Bari y uno de Cosenza; un ciudadano iraní y una familia de cinco ciudadanos israelíes a lo largo de tres generaciones.
| Víctima                    | Nacionalidad | Fecha de nacimiento     | Edad |
| -------------------------- | ------------ | ----------------------- | ---- |
| Tal Peleg Biran            | Israel       | 13 de agosto de 1994    | 26   |
| Amit Biran                 | Israel       | 2 de febrero de 1991    | 30   |
| Tom Biran                  | Israel       | 16 de marzo de 2019     | 2    |
| Barbara Konisky Cohen      | Israel       | 11 de febrero de 1950   | 71   |
| Itshak Cohen               | Israel       | 17 de noviembre de 1939 | 81   |
| Mohammadreza Shahaisavandi | Irán         | 25 de junio de 1988     | 32   |
| Serena Cosentino           | Italia       | 4 de mayo de 1994       | 27   |
| Silvia Malnati             | Italia       | 7 de julio de 1994      | 26   |
| Alessandro Merlo           | Italia       | 13 de abril de 1992     | 29   |
| Vittorio Zorloni           | Italia       | 8 de septiembre de 1966 | 54   |
| Elisabetta Personini       | Italia       | 9 de julio de 1983      | 37   |
| Mattia Zorloni             | Italia       | 9 de agosto de 2015     | 5    |
| Angelo Vito Gasparro       | Italia       | 24 de abril de 1976     | 45   |
| Roberta Pistolato Gasparro | Italia       | 23 de mayo de 1981      | 40   |

Fue el accidente del teleférico más mortífero de Italia desde el accidente del teleférico de Cavalese en 1998. También se ubica como el quinto accidente de teleférico más mortífero de la historia, superado solo por el accidente del teleférico de Cavalese en 1976 que mató a 43 personas, y el accidente del teleférico de Tbilisi en 1990, el accidente del teleférico de Cavalese en 1998 y Saint-Étienne-en-Dévoluy en 1999, cada uno de los cuales dejó como saldo 20 personas muertas.

## Investigación
El 26 de mayo de 2021 fueron detenidos tres empleados de la empresa de teleféricos. Según la Policía, habían desactivado intencionalmente el freno automático de emergencia ya que un mal funcionamiento había provocado la detención de las cabinas en repetidas ocasiones. Con base en fotos del lugar del desastre, los expertos han podido determinar que al menos uno de los frenos de la góndola se había desactivado con clavijas de metal que generalmente se emplean durante tareas específicas de mantenimiento.
Se han producido varios otros desastres de teleférico debido a la desactivación intencional de estos sistemas de frenos, por ejemplo, el accidente del tranvía aéreo de Tbilisi en 1990.

## Reacciones
El primer ministro italiano, Mario Draghi, emitió la siguiente declaración tras el desastre: “Me enteré con profunda tristeza de la noticia del trágico accidente del teleférico Stresa-Mottarone. Expreso el pésame de todo el gobierno a las familias de las víctimas, con un pensamiento especial por los niños gravemente heridos y sus familias ”. La presidenta de la Comisión Europea, Ursula von der Leyen, también comunicó su pésame a las personas afectadas por la tragedia.